# Wessel Knoops

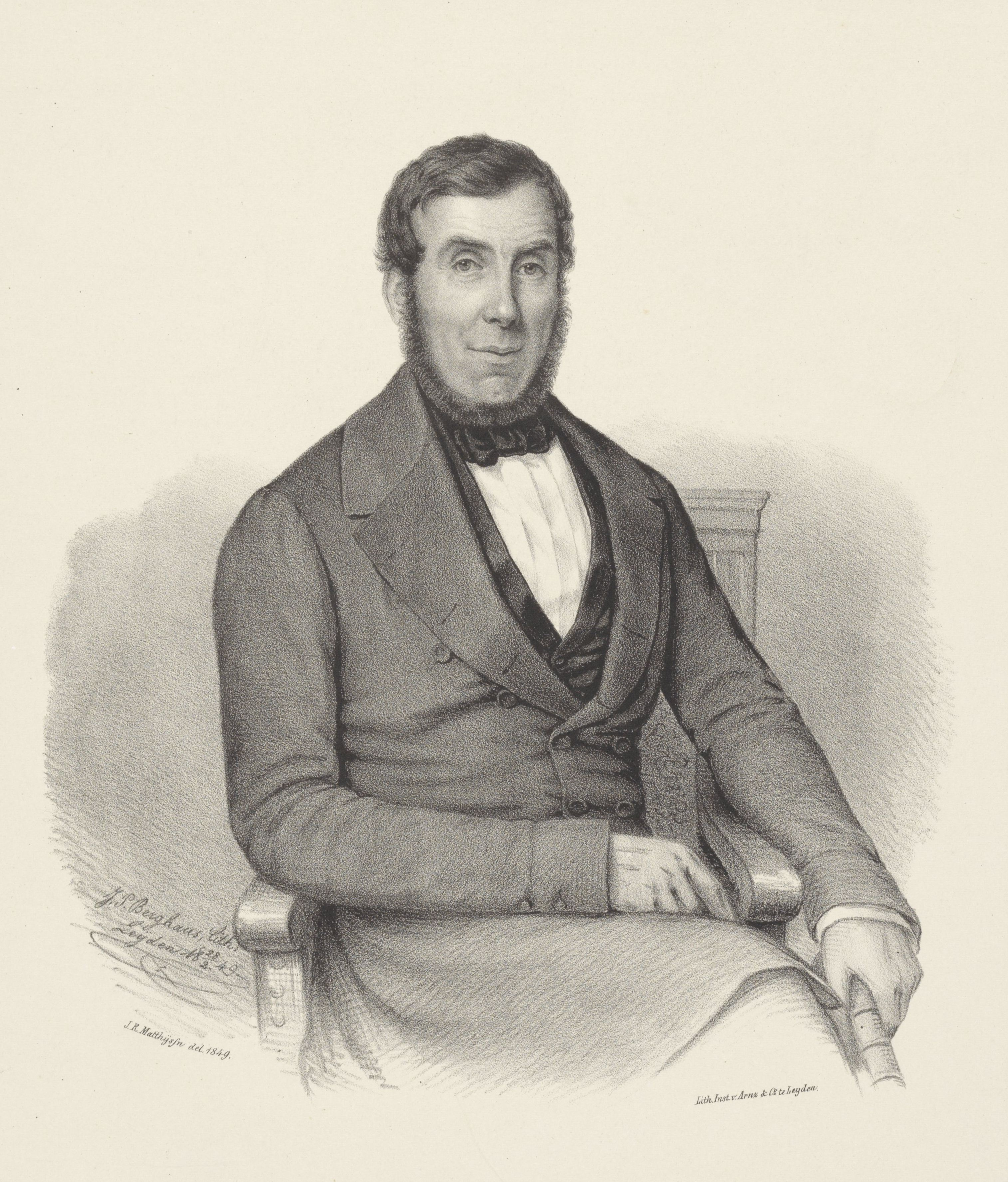
Wessel Knoops, lithografie uit 1849, door Jan Rijk Matthijssen.

Wessel Knoops (Arnhem, 22 augustus 1800 - 23 december 1879) was een apotheker met speciale interesse in natuurwetenschappen. Hij was de oprichter en tot aan zijn dood inspirator van het Arnhemse natuurkundig genootschap 'tot nut en vergenoegen', dat kort na zijn dood tot Natuurkundig Genootschap Wessel Knoops werd hernoemd.

## Biografie
Wessel Knoops stamt uit een aanzienlijk geslacht van fabrikanten en ondernemers in de bouwnijverheid, waarvan de oudst bekende generatie woonde in het stadje Sonsbeck in het hertogdom Kleef.
Wessels grootvader was rentmeester op het landgoed Rosendael. Een van zijn vier kinderen, Hendrik Gijsbert Knoops (1753-1813), vestigde zich in Arnhem als apotheker. Hij werd ook lid van het gemeentebestuur en commissaris van huwelijkszaken. Hij trouwde in 1784 met Johanna Frederica van Kesteren. Zij kregen tien kinderen, waarvan er vijf op jeugdige leeftijd overleden. Wessel was het negende kind.
Wessel bezocht de Latijnse school te Arnhem (het latere Stedelijk Gymnasium), en volgde daarna de opleiding tot apotheker. Voor een stage verhuisde hij enige tijd naar Zutphen. Op 23 oktober 1822 ontving hij de bevoegdheid om het vak van apotheker uit te oefenen. Hij verhuisde terug naar Arnhem, waar hij de apotheek aan de Weverstraat overnam van zijn vader, die 9 jaar daarvoor was overleden, en sindsdien door zijn moeder en een waarnemer was voortgezet.
Wessel trouwde in 1823 met Arendje Martha van Ooy, en zij kregen een zoon (die zeer jong stierf) en vier dochters. Hij was tevens de voogd van zijn neefje ('oomzegger'), de latere architect en rijksbouwmeester Lucas Hermanus Eberson, die op 13-jarige leeftijd wees was geworden.
In 1824 richtte hij, samen met drie anderen, het Natuurkundig genootschap 'tot nut en vergenoegen' op, waarvan hij tot zijn dood de inspirator en weldoener zou blijven, en dat na zijn dood naar hem zou worden vernoemd.
In 1849, ter gelegenheid van het 25-jarig bestaan van het natuurkundig genootschap, werd hij door koning Willem II benoemd tot ridder in de Orde van de Eikenkroon. Dat was vermoedelijk de laatste officiële handeling van de koning, want diezelfde dag stierf hij.
In 1850 stierf de vrouw van Wessel Knoops.
Vanaf 1852 tot aan zijn dood was hij lid van de vrijmetselaarsloge De Geldersche Broederschap.
Van 1863 tot 1877 was Wessel lid van de Arnhemse gemeenteraad, en in 1879 was hij even conservator van het gemeentemuseum.
In 1865 hertrouwde hij, met Johanna Geertruij van Rennes. In datzelfde jaar deed hij zijn apotheek over aan een schoonzoon.
Zijn tweede vrouw overleed in 1871.
Op de vroege ochtend van 23 december 1879 overleed hij, te Arnhem. Onbekend is waar hij begraven werd.
- Virtual International Authority File: 291065441